# 조영학
조영학은 대한민국의 영어 번역가이다. 영미권 장르소설을 주로 번역하며 대표적으로 스티븐 킹, 존 르 카레, 리처드 매드슨의 작품을 번역했다.
동두천 출신으로 7세 때 부모님이 이혼한 뒤 공장에서 일을 하며 어려운 유년기를 보냈다. 형의 도움으로 검정고시를 마치고 1985년 한양대학교에 입학했다. 영문과 대학원에서 박사 과정을 수료했고, 2000년대 초부터 출판 번역을 시작했다. 주로 미스터리 소설을 번역해 왔다.

## 역서 목록
- 존 르 카레 작품
  - 리틀 드러머 걸
  - 스마일리의 사람들
  - 에이전트 러너

- 로버트 러들럼 작품
  - 본 시리즈
    - 본 아이덴티티
    - 본 슈프리머시
    - 본 얼티메이텀

- 로이스 로리 작품
  - 메신저
  - 태양의 아들

- 데니스 루헤인 작품
  - 가라, 아이야, 가라
  - 더 드롭
  - 리브 바이 나이트: 밤에 살다
  - 무너진 세상에서
  - 문라이트 마일
  - 비를 바라는 기도
  - 신성한 관계
  - 어둠이여, 내 손을 잡아라
  - 운명의 날
  - 전쟁 전 한 잔
  - 코로나도

- 리처드 매드슨 작품
  - 나는 전설이다
  - 줄어드는 남자

- 스티븐 킹 작품
  - 스티븐 킹 단편집
  - 듀마 키
  - 모든 일은 결국 벌어진다
  - 셀
  - 해가 저문 이후

- 로버트 해리스 작품
  - 딕타토르
  - 루스트룸
  - 아크엔젤
  - 어느 물리학자의 비행
  - 에니그마
  - 유령 작가
  - 임페리움
  - 콘클라베

- 고트마운틴(데이비드 밴)
- 녹터널(스콧 시글러)
- 리얼 엑소시즘(말라치 마친)
- 링컨 차를 타는 변호사(마이클 코넬리)
- 바스커빌가의 개(아서 코난 도일)
- 분해되는 아이들(닐 셔스터먼)
- 살인예언자 1~3(딘 쿤츠)
- 성형 살인(조슈아 스파노글)
- 스도쿠 살인 사건(셸리 프레이돈트)
- 스트레인(기예르모 델토로, 척 호건)
- 앨런 튜링의 최후의 방정식(다비드 라게르크란츠)
- 자살의 전설(데이비드 밴)
- 지킬 박사와 하이드 씨 외(로버트 루이스 스티븐슨)
- 페리맨(클레어 맥펄)
- 6인의 용의자(비카스 스와루프)